# &TEAMの「ごエンがあって、しゃべらせてもらってます。」
『&TEAMの「ごエンがあって、しゃべらせてもらってます。」』（英: &TEAM's Fortunate Chance To Talk To You）はテレビ東京コミュニケーションズで2025年1月7日から配信開始しているポッドキャスト番組。
&TEAMがこれまでの“縁”に感謝し、リスナーとともに作り上げていくトーク番組。番組ハッシュタグ「#エンしゃべ」。リスナー名は「エニシ」。

## 配信
- 隔週火曜日朝8時配信
- 配信プラットフォーム
  - YouTube
  - Spotify
  - Apple Podcast
  - Amazon Music

## エピソード
- 第0回 &TEAMにサプライズしてみた。
- 第1回 &TEAM初の冠ポッドキャスト番組開始！「メンバー紹介」
- 第2回 「感動した食べ物」「エンしゃべのリスナー名」「EJの五七五」
- 第3回 「似ているメンバー」「宿舎のシャンプー事件」「言語の習得方法」
- 第4回「大好きなあのゲームについて、しゃべらせてもらってます。」
- 第5回 待望のマンネ回！「お兄ちゃん達に直して欲しいところ」
- 第6回 「最近卒業したこと」「リスナー名決定」「ゆるきゅんボイス」
- 第7回 「エンしゃべ 筋トレスペシャル」with なかやまきんに君
- 第8回 「オールナイトニッポンX決定記念！フリートークチャレンジ」
- 第9回 「自信を持って韓国語を話せるようになりたい」
- 第10回 「メンバーのTMI」「JO、宇宙に興味があります」
- 第11回 「エンしゃべ 怪談スペシャル」with 島田秀平
- 第12回  番組初ロケ収録！「9人で思い出の油そばを食べに行く」

## 現在のコーナー
- 「リンク！これも何かの縁！」
  - ある出来事で最初は気分が落ちてしまったが、その出来事のおかげでいいことが起きたエピソードを発表するコーナー
- 「ゆるきゅんボイス」
  - めちゃくちゃ普通な一言を無駄にささやきボイスで発表するゆるいコーナー
- 「お悩み相談のコーナー」
  - エニシのお悩みに対して&TEAMがアドバイスするコーナー

## スタッフ
- 作家：宮森かわら
- ディレクター：三宅優樹
- プロデューサー：北村朋菜
- 制作・配信：テレビ東京コミュニケーションズ